# Danka Kovinić
Danka Kovinić (Cettigne, 18 novembre 1994) è una tennista montenegrina.

## Carriera
Nel circuito ITF ha vinto 14 titoli in singolare e 4 titoli in doppio, mentre nel circuito WTA ha raggiunto i quarti di finale al Budapest Grand Prix nel 2013 perdendo contro Chanelle Scheepers. A livello slam ha raggiunto il main draw al Roland Garros 2014 battendo Stephanie Foretz Gacon, Ana Konjuh e Tereza Smitková. Al primo turno è stata però eliminata da Kirsten Flipkens.
Nel 2015 supera per la prima volta un turno in un torneo slam a Parigi sconfiggendo al primo turno Klára Koukalová per 6-3 7-6(4), prima di perdere da Kiki Mladenovic. È la prima montenegrina a partecipare ad uno slam e a vincere una partita in esso. Nello stesso anno raggiunge in 3 occasioni i quarti di finale in tornei WTA: il primo a Charleston in cui passa le qualificazioni battendo Kiick e Ōsaka. Nel tabellone principale elimina Christina McHale in 2 set, Belinda Bencic, a sorpresa, per 4-6 6-3 6-2. Al terzo turno approfitta del walk over di Jelena Jankovic. La sua magica settimana si chiude ai quarti, quando viene sconfitta in tre set dalla campionessa uscente Andrea Petković. Al torneo di Praga ripete l'exploit e passa le qualificazioni. Al primo turno del main-draw supera Monica Niculescu per 6-2 2-6 6-4. Al secondo piega Shuai Zhang in 2 set. Le sue ambizioni si interrompono ai quarti di finale, nei quali viene sconfitta dalla belga Yanina Wickmayer. Al BRD Bucarest Open sconfigge in 2 set la qualificata Martic mentre al secondo supera in una partita infinita Julia Görges, per 6-4 6(8)-7 6-2 ma ai quarti perde contro Anna Karolína Schmiedlová, con un duplice 6-2.
Rappresenta il Montenegro ai Giochi dei piccoli stati d'Europa 2015 vincendo la medaglia d'oro nel singolare e quella di bronzo nel doppio misto, in coppia con Ljubomir Celebic. Allo US Open raggiunge un altro secondo turno, sconfitta ancora una volta da Anna Karolína Schmiedlová (6-4 5-7 6-4). Nel mese d'ottobre 2015, nel torneo di Tianjin, ottiene la prima finale WTA della carriera, battendo, nel corso del torneo: Kateryna Bondarenko (6-4 6-1), Teliana Pereira (tds numero 6, 6-2 5-7 6-1), Ying-Ying Duan (7-5 3-6 6-3) e Bojana Jovanovski (6-4 6(2)-7 6-2). Nell'ultimo atto gioca contro Agnieszka Radwanska, numero 2 del seeding, ma la finale è un monologo della polacca, che si impone per 6-1 6-2.

## Statistiche WTA

### Singolare

#### Sconfitte (3)
| Legenda               | Legenda      |
| --------------------- | ------------ |
| Grande Slam (0)       |              |
| Argenti Olimpici (0)  |              |
| WTA Finals (0)        |              |
| WTA Elite Trophy (0)  |              |
| Dal 2009 al 2020      | Dal 2021     |
| Premier Mandatory (0) | WTA 1000 (0) |
| Premier 5 (0)         | WTA 1000 (0) |
| Premier (0)           | WTA 500 (1)  |
| International (2)     | WTA 250 (0)  |

| N. | Data            | Torneo                     | Superficie  | Avversaria           | Punteggio     |
| 1. | 18 ottobre 2015 | Tianjin Open, Tianjin      | Cemento     | Agnieszka Radwańska  | 1-6, 2-6      |
| 2. | 24 aprile 2016  | Istanbul Cup, Istanbul     | Terra rossa | Çağla Büyükakçay     | 6-3, 2-6, 3-6 |
| 3. | 11 aprile 2021  | Volvo Car Open, Charleston | Terra verde | Veronika Kudermetova | 4-6, 2-6      |

### Doppio

#### Vittorie (1)
| Legenda               | Legenda      |
| --------------------- | ------------ |
| Grande Slam (0)       |              |
| Ori Olimpici (0)      |              |
| WTA Finals (0)        |              |
| WTA Elite Trophy (0)  |              |
| Dal 2009 al 2020      | Dal 2021     |
| Premier Mandatory (0) | WTA 1000 (0) |
| Premier 5 (0)         | WTA 1000 (0) |
| Premier (0)           | WTA 500 (0)  |
| International (1)     | WTA 250 (0)  |

| N. | Data           | Torneo                      | Superficie  | Compagna       | Avversarie in finale             | Punteggio        |
| 1. | 26 luglio 2015 | Gastein Ladies, Bad Gastein | Terra rossa | Stephanie Vogt | Lara Arruabarrena Lucie Hradecká | 4-6, 6-4, [10-3] |

#### Sconfitte (4)
| Legenda               | Legenda      |
| --------------------- | ------------ |
| Grande Slam (0)       |              |
| Argenti Olimpici (0)  |              |
| WTA Finals (0)        |              |
| WTA Elite Trophy (0)  |              |
| Dal 2009 al 2020      | Dal 2021     |
| Premier Mandatory (0) | WTA 1000 (0) |
| Premier 5 (0)         | WTA 1000 (0) |
| Premier (0)           | WTA 500 (0)  |
| International (4)     | WTA 250 (0)  |

| N. | Data              | Torneo                                       | Superficie  | Compagna         | Avversarie in finale            | Punteggio        |
| 1. | 9 gennaio 2016    | ASB Classic, Auckland                        | Cemento     | Barbora Strýcová | Elise Mertens An-Sophie Mestach | 6-2, 3-6, [5-10] |
| 2. | 24 aprile 2016    | Istanbul Cup, Istanbul                       | Terra rossa | Xenia Knoll      | Andreea Mitu İpek Soylu         | w/o              |
| 3. | 22 luglio 2018    | BRD Bucarest Open, Bucarest                  | Terra rossa | Maryna Zanevs'ka | Irina-Camelia Begu Andreea Mitu | 3-6, 4-6         |
| 4. | 22 settembre 2018 | Guangzhou International Women's Open, Canton | Cemento     | Vera Lapko       | Monique Adamczak Jessica Moore  | 6-4, 5-7, [4-10] |

## Circuito WTA 125

### Singolare

#### Sconfitte (2)
| N. | Data             | Torneo                           | Superficie  | Avversaria    | Punteggio |
| 1. | 13 luglio 2019   | Swedish Open, Båstad             | Terra rossa | Misaki Doi    | 4-6, 4-6  |
| 2. | 20 novembre 2022 | WTA Argentina Open, Buenos Aires | Terra rossa | Panna Udvardy | 4-6, 1-6  |

### Doppio

#### Sconfitte (2)
| N. | Data             | Torneo                         | Superficie    | Compagna         | Avversarie in finale             | Punteggio           |
| 1. | 13 luglio 2019   | Swedish Open, Båstad           | Terra rossa   | Alexa Guarachi   | Misaki Doi Natal'ja Vichljanceva | 5-7, 7-6(4), [7-10] |
| 2. | 17 novembre 2019 | OEC Taipei Ladies Open, Taipei | Sintetico (i) | Dalila Jakupovič | Lee Ya-hsuan Wu Fang-hsien       | 6-4, 4-6, [7-10]    |

## Statistiche ITF

### Singolare

#### Vittorie (14)
| Torneo $100.000 (5) |
| Torneo $80.000 (0)  |
| Torneo $75.000 (0)  |
| Torneo $60.000 (0)  |
| Torneo $50.000 (1)  |
| Torneo $40.000 (0)  |
| Torneo $25.000 (5)  |
| Torneo $15.000 (0)  |
| Torneo $10.000 (3)  |

| N.  | Data            | Torneo                                                                          | Superficie      | Avversaria in finale | Score         |
| 1.  | 10 ottobre 2010 | Izida Cup, Dobrič                                                               | Terra rossa     | Isabella Šinikova    | 6-4, 6-3      |
| 2.  | 26 giugno 2011  | ITF Women's Instirig Cup, Balș                                                  | Terra rossa     | Alice-Andrada Radu   | 6-0, 6-1      |
| 3.  | 15 aprile 2012  | ITF Women's Circuit Tlemcen, Tlemcen                                            | Terra rossa     | Alexandra Romanova   | 6-2, 6-2      |
| 4.  | 7 luglio 2012   | Bella Cup, Toruń                                                                | Terra rossa     | Paula Kania          | 6-3, 4-6, 6-3 |
| 5.  | 23 giugno 2013  | Swedish Ladies Ystad, Ystad                                                     | Terra rossa     | Melanie Klaffner     | 6-3, 6-3      |
| 6.  | 30 giugno 2013  | Rolls Royce Women's Cup Kristinehamn, Kristinehamn                              | Terra rossa     | Jasmina Tinjić       | 6-1, 7-5      |
| 7.  | 18 maggio 2014  | Open International Féminin Midi-Pyrénées Saint-Gaudens Comminges, Saint-Gaudens | Terra rossa     | Pauline Parmentier   | 6-1, 6-2      |
| 8.  | 10 maggio 2015  | Empire Trnava Cup, Trnava                                                       | Terra rossa     | Margarita Gasparjan  | 7-5, 6-3      |
| 9.  | 5 giugno 2016   | Open GDF SUEZ de Marseille, Marsiglia                                           | Terra rossa     | Hsieh Su-wei         | 6-2, 6-3      |
| 10. | 31 marzo 2019   | Circuito Feminino Future de Tênis, Campinas                                     | Terra rossa     | Julia Grabher        | 6-2, 3-6, 6-3 |
| 11. | 23 giugno 2019  | Swedish Ladies Ystad, Ystad                                                     | Terra rossa     | Richèl Hogenkamp     | 2-6, 6-3, 6-3 |
| 12. | 27 ottobre 2019 | Kiskút Open, Székesfehérvár                                                     | Terra rossa (i) | Irina-Camelia Begu   | 6-4, 3-6, 6-3 |
| 13. | 8 maggio 2022   | Wiesbaden Tennis Open, Wiesbaden                                                | Terra rossa     | Nastasja Schunk      | 6-3, 7-6(0)   |
| 14. | 23 aprile 2023  | Oeiras Ladies Open, Oeiras                                                      | Terra rossa     | Rebeka Masarova      | 6-2, 6-2      |

#### Sconfitte (8)
| Torneo $100.000 (2) |
| Torneo $80.000 (1)  |
| Torneo $75.000 (0)  |
| Torneo $60.000 (1)  |
| Torneo $50.000 (0)  |
| Torneo $40.000 (0)  |
| Torneo $25.000 (3)  |
| Torneo $15.000 (0)  |
| Torneo $10.000 (1)  |

| N. | Data              | Torneo                                              | Superficie  | Avversaria in finale   | Score         |
| 1. | 6 giugno 2011     | Bige Holding Women's Open, Nyíregyháza              | Terra rossa | Simona Dobrá           | 4–6, 2–6      |
| 2. | 11 settembre 2011 | Royal Cup NLB Montenegro, Podgorica                 | Terra rossa | Paula Ormaechea        | 1–6, 1–6      |
| 3. | 8 marzo 2015      | Circuito Feminino Future de Tênis, Curitiba         | Terra rossa | Lourdes Domínguez Lino | 6–4, 2–6, 3–6 |
| 4. | 18 giugno 2017    | XIXO Ladies Open Hódmezővásárhely, Hódmezővásárhely | Terra rossa | Mihaela Buzărnescu     | 2–6, 1–6      |
| 5. | 15 luglio 2017    | Hungarian Pro Circuit Ladies Open, Budapest         | Terra rossa | Jana Čepelová          | 4–6, 3–6      |
| 6. | 20 agosto 2017    | Vancouver Open, Vancouver                           | Cemento     | Maryna Zanevs'ka       | 7–5, 1–6, 3–6 |
| 7. | 17 marzo 2019     | Circuito Feminino Future de Tênis, San Paolo        | Terra rossa | Louisa Chirico         | 0–6, 2–6      |
| 8. | 21 luglio 2019    | Open GDF SUEZ de Biarritz, Biarritz                 | Terra rossa | Viktorija Tomova       | 2–6, 7–5, 5–7 |

### Doppio

#### Vittorie (4)
| Torneo $100.000 (1) |
| Torneo $80.000 (0)  |
| Torneo $75.000 (0)  |
| Torneo $60.000 (0)  |
| Torneo $50.000 (0)  |
| Torneo $40.000 (0)  |
| Torneo $25.000 (3)  |
| Torneo $15.000 (0)  |
| Torneo $10.000 (0)  |

| N. | Data             | Torneo                                                       | Superficie  | Compagna           | Avversarie in finale                          | Punteggio        |
| 1. | 26 maggio 2013   | Internazionali Femminili di Tennis Città di Caserta, Caserta | Terra rossa | Renata Voráčová    | Elena Bogdan Cristina Dinu                    | 6-4, 7-6(3)      |
| 2. | 13 febbraio 2015 | Circuito Feminino Future de Tênis, São Paulo                 | Terra rossa | Andreea Mitu       | Tatiana Búa Paula Cristina Gonçalves          | 6-2, 7-5         |
| 3. | 10 luglio 2015   | Open 88 Contrexéville, Contrexéville                         | Terra rossa | Oksana Kalašnikova | Irina Ramialison Constance Sibille            | 2–6, 6–3, [10–6] |
| 4. | 30 marzo 2019    | Circuito Feminino Future de Tênis, Campinas                  | Terra rossa | Laura Pigossi      | Carolina Meligeni Rodrigues Alves Gabriela Cé | 6-3, 6-2         |

#### Sconfitte (7)
| Torneo $100.000 (0) |
| Torneo $80.000 (0)  |
| Torneo $75.000 (0)  |
| Torneo $60.000 (3)  |
| Torneo $50.000 (0)  |
| Torneo $40.000 (0)  |
| Torneo $25.000 (4)  |
| Torneo $15.000 (0)  |
| Torneo $10.000 (0)  |

| N. | Data              | Torneo                                         | Superficie  | Compagna        | Avversarie in finale               | Punteggio        |
| 1. | 10 settembre 2011 | Royal Cup NLB Montenegro, Podgorica            | Terra rossa | Danica Krstajić | Corinna Dentoni Florencia Molinero | 4–6, 7–5, [5–10] |
| 2. | 30 ottobre 2011   | Governor's Cup Lagos, Lagos                    | Cemento     | Elina Svitolina | Melanie Klaffner Ágnes Szatmári    | 0–6, 7–6, [5–10] |
| 3. | 2 settembre 2012  | Mamaia Idu Trophy, Mamaia                      | Terra rossa | Tadeja Majerič  | Elena Bogdan Ioana Raluca Olaru    | 6(4)-7, 3-6      |
| 4. | 8 aprile 2013     | ITF Women's La Marsa, La Marsa                 | Terra rossa | Laura Pigossi   | Réka Luca Jani Eugenija Paškova    | 3–6, 6–4, [5–10] |
| 5. | 10 marzo 2018     | Zhuhai Open, Zhuhai                            | Cemento     | Nao Hibino      | Anna Blinkova Lesley Kerkhove      | 5–7, 4–6         |
| 6. | 17 marzo 2018     | Pingshan Open, Shenzhen                        | Cemento     | Wang Xinyu      | Anna Kalinskaja Viktória Kužmová   | 4–6, 6–1, [7–10] |
| 7. | 15 giugno 2018    | Hódmezővásárhely Ladies Open, Hódmezővásárhely | Terra rossa | Nina Stojanović | Réka Luca Jani Nadia Podoroska     | 4–6, 4–6         |

## Grand Slam Junior

### Doppio

#### Sconfitte (1)
| Tornei del Grande Slam  |
| ----------------------- |
| Australian Open (1)     |
| Open di Francia (0)     |
| Torneo di Wimbledon (0) |
| US Open (0)             |

| N. | Data            | Torneo                     | Superficie | Compagna         | Avversarie in finale              | Punteggio        |
| 1. | 28 gennaio 2012 | Australian Open, Melbourne | Cemento    | Irina Chromačëva | Gabrielle Andrews Taylor Townsend | 7-5, 5-7, [6-10] |

## Risultati in progressione
| Sigla | Risultato               |
| ----- | ----------------------- |
| V     | Vincitore               |
| F     | Finalista               |
| SF    | Semifinalista           |
| O     | Oro olimpico            |
| A     | Argento olimpico        |
| SF    | Bronzo olimpico         |
| QF    | Quarti di Finale        |
| 4T    | Quarto turno            |
| 3T    | Terzo turno             |
| 2T    | Secondo turno           |
| 1T    | Primo turno             |
| RR    | Round Robin             |
| LQ    | Turno di qualificazione |
| A     | Assente                 |
| ND    | Non disputato           |

| Legenda superfici    |
| -------------------- |
| Cemento              |
| Terra battuta        |
| Erba                 |
| Superficie variabile |

### Singolare nei tornei del Grande Slam
| Torneo          | 2014 | 2015 | 2016 | 2017 | 2018 | 2019 | 2020 | 2021 | V--S |
| --------------- | ---- | ---- | ---- | ---- | ---- | ---- | ---- | ---- | ---- |
| Australian Open | A    | A    | 2T   | 2T   | A    | A    | 1T   | 1T   | 2-4  |
| Open di Francia | 1T   | 2T   | 1T   | 1T   | A    | A    | 1T   |      | 1-5  |
| Wimbledon       | A    | 1T   | 1T   | 1T   | A    | A    | ND   |      | 0-3  |
| US Open         | A    | 2T   | 1T   | A    | A    | A    | 2T   |      | 2-3  |
| Totale          | 0-1  | 2-3  | 1-4  | 1-3  | 0-0  | 0-0  | 1-3  | 0-1  | 5-15 |

### Doppio nei tornei del Grande Slam
Nessuna partecipazione

### Doppio misto nei tornei del Grande Slam
Nessuna partecipazione

## Vittorie contro giocatrici top 10
| Stagione | 2016 | 2017 | 2018 | 2019 | 2020 | 2021 | 2022 | Totale |
| -------- | ---- | ---- | ---- | ---- | ---- | ---- | ---- | ------ |
| Vittorie | 1    | 0    | 0    | 0    | 1    | 0    | 1    | 3      |

| #    | Giocatrice        | Ranking | Evento                          | Superficie  | Turno | Punteggio     | Rank. DKR |
| ---- | ----------------- | ------- | ------------------------------- | ----------- | ----- | ------------- | --------- |
| 2016 |                   |         |                                 |             |       |               |           |
| 1.   | Roberta Vinci     | 8       | Madrid Open, Madrid             | Terra rossa | 1R    | 6–4, 6–2      | 52        |
| 2020 |                   |         |                                 |             |       |               |           |
| 2.   | Belinda Bencic    | 10      | Internazionali d'Italia, Roma   | Terra rossa | 2R    | 6-3, 6-1      | 86        |
| 2022 |                   |         |                                 |             |       |               |           |
| 3.   | Karolína Plíšková | 8       | Indian Wells Open, Indian Wells | Cemento     | 2R    | 2-6, 7-5, 6-4 | 71        |